# سيمون هنت
سيمون هنت (بالإنجليزية: Simon Hunt)‏ (1 يناير 1963 بتشستر في المملكة المتحدة - ) هو مدرب كرة قدم ولاعب كرة قدم بريطاني في مركز الوسط. لعب مع غايس غوتنبرغ ونادي إلفسبورغ ونادي براغي ونادي ريكسهام.

## وصلات خارجية
- سيمون هنت على موقع قاعدة بيانات كرة القدم.إي يو (الإنجليزية)
- سيمون هنت على موقع Soccerway.com (الإنجليزية)
- سيمون هنت على موقع عالم كرة القدم.نت (الإنجليزية)